# 朱邪骨咄支
朱邪骨咄支（?—?），处月酋长，沙陀人，朱邪輔國的儿子，朱邪盡忠的父親。
朱邪輔國死后，子朱邪骨咄支继承“金满州都督、张掖郡公之位。天宝初年，回纥内附唐朝，唐玄宗以骨咄支兼回纥副都护。757年，骨咄支响应唐肃宗的号召，平定安禄山叛乱，收复两京。唐肃宗拜骨咄支为特进、骁卫上将军。骨咄支死后，其子朱邪尽忠嗣位。